# Jiří Vejdělek
Jiří Vejdělek (* 11. května 1972 Šluknov) je český scenárista, režisér a producent.
Ještě než se začal věnovat filmu, přivydělával si na sportovní vysoké škole jako karikaturista a povídkář pro různé humoristické časopisy (Nový Dikobraz). V roce 1996 byl přijat na pražskou FAMU. Jeho studentské a amatérské snímky získaly řadu mezinárodních ocenění.
Do celovečerní hrané tvorby vstoupil scenáristickou a režijní adaptací bestselleru Michala Viewegha Účastníci zájezdu. Film se stal divácky nejúspěšnějším titulem roku 2006, v kinech ho vidělo přes 800 tisíc diváků. Na MFF Tribeca v New Yorku 2006 získala herečka Eva Holubová ocenění za nejlepší ženský herecký výkon a porota udělila i speciální Cenu poroty pro celé herecké obsazení filmu. Následující komediální roadmovie Roming (2007) byla uvedena v oficiálním programu MFF v Torontu.
Tragikomedii Václav (2007), u níž se znovu podílel na scénáři, vidělo v kinech 400 tisíc diváků. Film byl oceněn dvěma Českými lvy pro herce Ivana Trojana a Jana Budaře v hlavní a vedlejší roli. Na MFF v Šanghaji 2008 získala Emília Vášáryová Zlatý pohár za nejlepší herecký výkon a Jiří Vejdělek spolu s Markem Epsteinem byli oceněni za nejlepší scénář. Film byl uveden v  programu řady mezinárodních festivalů jako např. MFF Karlovy Vary nebo MFF v Palm Springs. 
Komedii Ženy v pokušení (2010) vidělo v kinech více než 1,25 milionu diváků a stala se tak nejen nejúspěšnějším filmem roku 2010, ale zároveň i nejnavštěvovanějším snímkem v historii České republiky, jehož režisér je zároveň autorem scénáře. Práva na anglickou verzi Žen v pokušení zakoupil britský producent Gareth Unwin.
I další snímky Muži v naději (2011) a Něžné vlny (2014) patřily mezi nejúspěšnější v daném roce a i u nich byl Jiří Vejdělek znovu autorem scénáře, režisérem a zároveň spoluproducentem.
Kromě filmové práce se čas od času Jiří Vejdělek věnuje i televizní tvorbě. Jako scenárista a spolurežisér je podepsán pod třemi řadami seriálu Redakce, za níž byl v roce 2005 nominován na cenu Elsa. Podílel se na seriálu První krok a jako šéfrežisér a jeden ze spoluscenáristů figuroval i v první sérii seriálu Vinaři.

## Filmografie

### Film
- 2006 – Účastníci zájezdu
- 2007 – Václav
- 2007 – ROMing
- 2010 – Ženy v pokušení
- 2011 – Muži v naději
- 2014 – Něžné vlny
- 2018 – Tátova volha
- 2019 – Poslední aristokratka
- 2024 - Aristokratka ve varu

### Televize
- 2004 – Redakce (seriál)
- 2009 – První krok (seriál)
- 2014 – Vinaři (seriál)
- 2022 – S písní v tísni (TV film)
- 2022 – Ruce v záruce (TV film)
- 2022 – Ledviny bez viny (TV film)
- 2022 – Bezva zuby na zásnuby (TV film)